# Unionville (Iowa)
Unionville és una població dels Estats Units a l'estat d'Iowa. Segons el cens del 2000 tenia 127 habitants.

## Demografia
Segons el cens del 2000, Unionville tenia 127 habitants, 50 habitatges, i 38 famílies. La densitat de població era de 66,3 habitants/km².
Dels 50 habitatges en un 38% hi vivien nens de menys de 18 anys, en un 64% hi vivien parelles casades, en un 8% dones solteres, i en un 24% no eren unitats familiars. En el 24% dels habitatges hi vivien persones soles el 12% de les quals corresponia a persones de 65 anys o més que vivien soles. El nombre mitjà de persones vivint en cada habitatge era de 2,54 i el nombre mitjà de persones que vivien en cada família era de 3.
Per edats la població es repartia de la següent manera: un 26,8% tenia menys de 18 anys, un 5,5% entre 18 i 24, un 24,4% entre 25 i 44, un 18,9% de 45 a 60 i un 24,4% 65 anys o més.
L'edat mitjana era de 42 anys. Per cada 100 dones de 18 o més anys hi havia 86 homes.
La renda mitjana per habitatge era de 33.333 $ i la renda mitjana per família de 44.375 $. Els homes tenien una renda mitjana de 26.250 $ mentre que les dones 19.375 $. La renda per capita de la població era de 13.856 $. Entorn del 9,1% de les famílies i l'11,3% de la població estaven per davall del llindar de pobresa.

## Poblacions més properes
El següent diagrama mostra les poblacions més properes.